# 체코 축구 국가대표팀

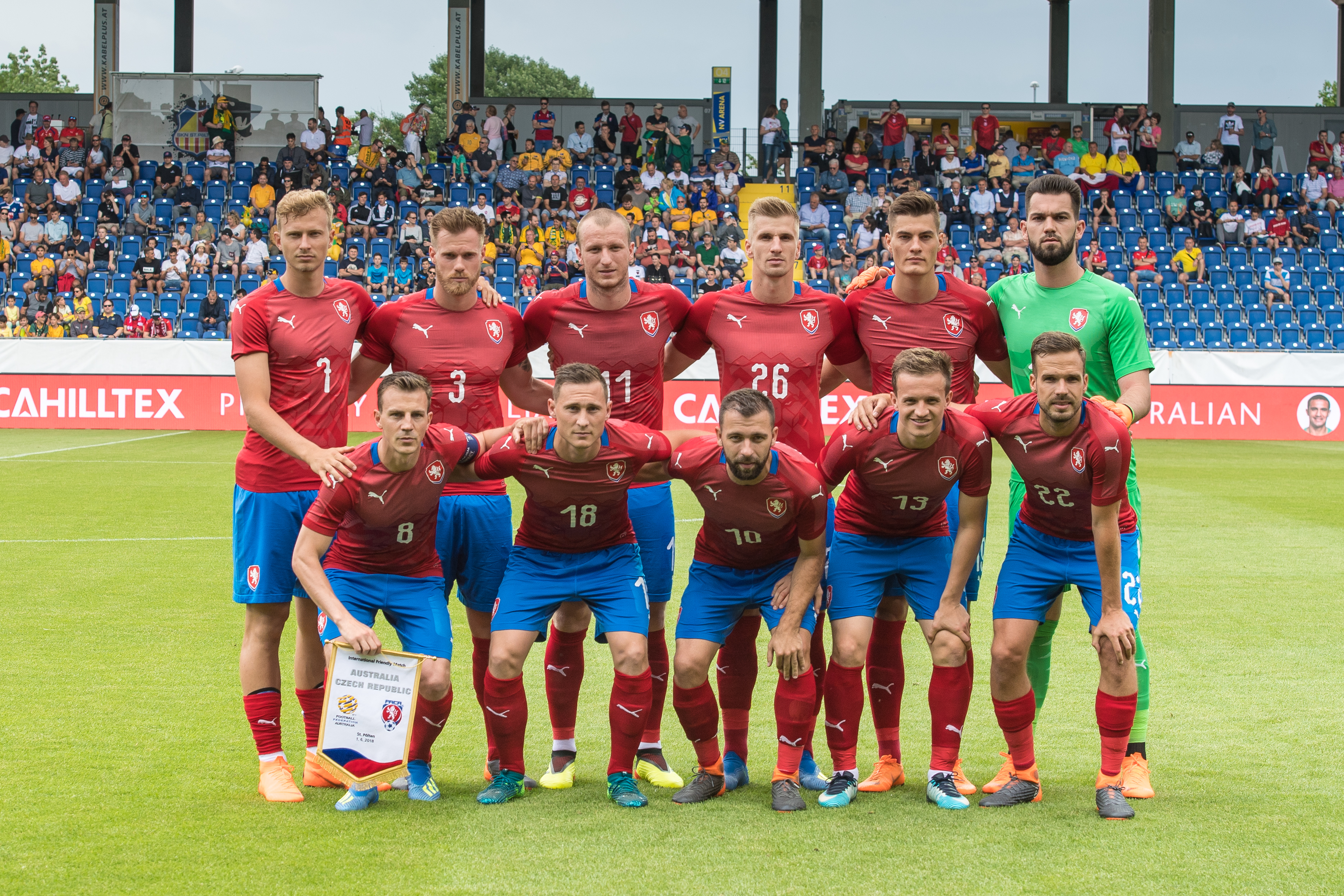

체코 축구 국가대표팀(체코어: Česká fotbalová reprezentace 체스카 포트발로바 레프레젠타체[*])은 체코를 대표하는 축구 국가대표팀으로 체코 축구 협회(체코어: Fotbalová asociace České republiky)에 의해 운영된다. 동유럽의 강호로 손꼽히는 팀들 중의 하나로 1920년 8월 28일 세르비아와의 1920년 하계 올림픽 1라운드에서 국제 경기 데뷔전을 치렀으며 현재 스타디온 레트나를 홈 구장으로 사용하고 있다.

## 국제 대회 경력

### FIFA 월드컵
월드컵 본선에는 9번 출전하여 이 중 1934년과 1962년 대회에서 각각 이탈리아와 브라질에 이어 준우승을 차지했고 1938년과 1990년 대회에서는 8강에 이름을 올렸다. 그러나 2000년대 이후의 월드컵 본선은 2006년 대회가 유일하며 그나마도 1승 2패의 초라한 성적으로 조별리그에서 탈락하는 수모를 당했으며 이후 체코의 월드컵 본선 출전은 전무한 상태이다.

### UEFA 유럽 축구 선수권 대회
유로 대회 본선에는 10번 출전하여 1976년 대회에서 우승컵을 들어올렸고 1996년 대회에서는 준우승을 차지했으며 2004년 대회에서는 4강에 이름을 올리며 동유럽의 강호다운 면모를 보여주었다. 그러나 이후 2012년 대회와 2020년 대회 8강을 제외하고는 나머지 유로 대회 본선에서는 이렇다할 성적을 보여주지 못한 채 계속 조별리그에 머물렀다.

### FIFA 컨페더레이션스컵
컨페드컵 출전은 UEFA 유로 1996 우승팀인 독일이 불참을 선언하면서 해당 대회 준우승팀 자격으로 출전한 1997년 대회가 유일함에도 불구하고 2승 1무 2패의 성적으로 3위에 입상하는 기염을 토했다.

### 하계 올림픽
올림픽 본선에는 U-23 대표팀 전적을 비롯해 6번 출전하여 금메달 1개(1980년), 은메달 1개(1964년)를 획득했고 처음으로 참가했던 1920년 대회에서는 3승 1패의 호성적을 냈음에도 불구하고 벨기에와의 결승전 경기 도중 심판의 편파 판정에 불만을 품은 벨기에의 카렐 슈타이너 선수가 퇴장당한 후 벨기에 훌리건들의 난동으로 전반 40분경 경기를 중단한 채 밖으로 나가는 사태가 발생하면서 결국 실격 처리됨과 동시에 메달을 수여받지 못했다.

### UEFA 네이션스리그

#### 2018-19 리그 B
첫 시즌 리그 B에 편입된 체코는 우크라이나, 슬로바키아와 함께 1조에 편성되었다. 이후 우크라이나와의 첫 경기에서 1-2로 패했고 슬로바키아와의 2연전에서는 모두 승리(2차전 1-0 승, 3차전 2-1 승)했지만 우크라이나와의 최종전에서 또 다시 0-1로 패하며 2승 2패·조 2위로 첫 시즌을 마쳤다.

## 국제대회 기록

### FIFA 월드컵
| 1930년 | 체코슬로바키아로 참가        | 체코슬로바키아로 참가        | 체코슬로바키아로 참가        | 체코슬로바키아로 참가        | 체코슬로바키아로 참가        | 체코슬로바키아로 참가        | 체코슬로바키아로 참가        | 체코슬로바키아로 참가        | 체코슬로바키아로 참가        | 체코슬로바키아로 참가                   | 체코슬로바키아로 참가                   | 체코슬로바키아로 참가                   | 체코슬로바키아로 참가                   | 체코슬로바키아로 참가                   | 체코슬로바키아로 참가                   | 체코슬로바키아로 참가                   |
| 1934년 | 체코슬로바키아로 참가        | 체코슬로바키아로 참가        | 체코슬로바키아로 참가        | 체코슬로바키아로 참가        | 체코슬로바키아로 참가        | 체코슬로바키아로 참가        | 체코슬로바키아로 참가        | 체코슬로바키아로 참가        | 체코슬로바키아로 참가        | 체코슬로바키아로 참가                   | 체코슬로바키아로 참가                   | 체코슬로바키아로 참가                   | 체코슬로바키아로 참가                   | 체코슬로바키아로 참가                   | 체코슬로바키아로 참가                   | 체코슬로바키아로 참가                   |
| 1938년 | 체코슬로바키아로 참가        | 체코슬로바키아로 참가        | 체코슬로바키아로 참가        | 체코슬로바키아로 참가        | 체코슬로바키아로 참가        | 체코슬로바키아로 참가        | 체코슬로바키아로 참가        | 체코슬로바키아로 참가        | 체코슬로바키아로 참가        | 체코슬로바키아로 참가                   | 체코슬로바키아로 참가                   | 체코슬로바키아로 참가                   | 체코슬로바키아로 참가                   | 체코슬로바키아로 참가                   | 체코슬로바키아로 참가                   | 체코슬로바키아로 참가                   |
| 1950년 | 체코슬로바키아로 참가        | 체코슬로바키아로 참가        | 체코슬로바키아로 참가        | 체코슬로바키아로 참가        | 체코슬로바키아로 참가        | 체코슬로바키아로 참가        | 체코슬로바키아로 참가        | 체코슬로바키아로 참가        | 체코슬로바키아로 참가        | 체코슬로바키아로 참가                   | 체코슬로바키아로 참가                   | 체코슬로바키아로 참가                   | 체코슬로바키아로 참가                   | 체코슬로바키아로 참가                   | 체코슬로바키아로 참가                   | 체코슬로바키아로 참가                   |
| 1954년 | 체코슬로바키아로 참가        | 체코슬로바키아로 참가        | 체코슬로바키아로 참가        | 체코슬로바키아로 참가        | 체코슬로바키아로 참가        | 체코슬로바키아로 참가        | 체코슬로바키아로 참가        | 체코슬로바키아로 참가        | 체코슬로바키아로 참가        | 체코슬로바키아로 참가                   | 체코슬로바키아로 참가                   | 체코슬로바키아로 참가                   | 체코슬로바키아로 참가                   | 체코슬로바키아로 참가                   | 체코슬로바키아로 참가                   | 체코슬로바키아로 참가                   |
| 1958년 | 체코슬로바키아로 참가        | 체코슬로바키아로 참가        | 체코슬로바키아로 참가        | 체코슬로바키아로 참가        | 체코슬로바키아로 참가        | 체코슬로바키아로 참가        | 체코슬로바키아로 참가        | 체코슬로바키아로 참가        | 체코슬로바키아로 참가        | 체코슬로바키아로 참가                   | 체코슬로바키아로 참가                   | 체코슬로바키아로 참가                   | 체코슬로바키아로 참가                   | 체코슬로바키아로 참가                   | 체코슬로바키아로 참가                   | 체코슬로바키아로 참가                   |
| 1962년 | 체코슬로바키아로 참가        | 체코슬로바키아로 참가        | 체코슬로바키아로 참가        | 체코슬로바키아로 참가        | 체코슬로바키아로 참가        | 체코슬로바키아로 참가        | 체코슬로바키아로 참가        | 체코슬로바키아로 참가        | 체코슬로바키아로 참가        | 체코슬로바키아로 참가                   | 체코슬로바키아로 참가                   | 체코슬로바키아로 참가                   | 체코슬로바키아로 참가                   | 체코슬로바키아로 참가                   | 체코슬로바키아로 참가                   | 체코슬로바키아로 참가                   |
| 1966년 | 체코슬로바키아로 참가        | 체코슬로바키아로 참가        | 체코슬로바키아로 참가        | 체코슬로바키아로 참가        | 체코슬로바키아로 참가        | 체코슬로바키아로 참가        | 체코슬로바키아로 참가        | 체코슬로바키아로 참가        | 체코슬로바키아로 참가        | 체코슬로바키아로 참가                   | 체코슬로바키아로 참가                   | 체코슬로바키아로 참가                   | 체코슬로바키아로 참가                   | 체코슬로바키아로 참가                   | 체코슬로바키아로 참가                   | 체코슬로바키아로 참가                   |
| 1970년 | 체코슬로바키아로 참가        | 체코슬로바키아로 참가        | 체코슬로바키아로 참가        | 체코슬로바키아로 참가        | 체코슬로바키아로 참가        | 체코슬로바키아로 참가        | 체코슬로바키아로 참가        | 체코슬로바키아로 참가        | 체코슬로바키아로 참가        | 체코슬로바키아로 참가                   | 체코슬로바키아로 참가                   | 체코슬로바키아로 참가                   | 체코슬로바키아로 참가                   | 체코슬로바키아로 참가                   | 체코슬로바키아로 참가                   | 체코슬로바키아로 참가                   |
| 1974년 | 체코슬로바키아로 참가        | 체코슬로바키아로 참가        | 체코슬로바키아로 참가        | 체코슬로바키아로 참가        | 체코슬로바키아로 참가        | 체코슬로바키아로 참가        | 체코슬로바키아로 참가        | 체코슬로바키아로 참가        | 체코슬로바키아로 참가        | 체코슬로바키아로 참가                   | 체코슬로바키아로 참가                   | 체코슬로바키아로 참가                   | 체코슬로바키아로 참가                   | 체코슬로바키아로 참가                   | 체코슬로바키아로 참가                   | 체코슬로바키아로 참가                   |
| 1978년 | 체코슬로바키아로 참가        | 체코슬로바키아로 참가        | 체코슬로바키아로 참가        | 체코슬로바키아로 참가        | 체코슬로바키아로 참가        | 체코슬로바키아로 참가        | 체코슬로바키아로 참가        | 체코슬로바키아로 참가        | 체코슬로바키아로 참가        | 체코슬로바키아로 참가                   | 체코슬로바키아로 참가                   | 체코슬로바키아로 참가                   | 체코슬로바키아로 참가                   | 체코슬로바키아로 참가                   | 체코슬로바키아로 참가                   | 체코슬로바키아로 참가                   |
| 1982년 | 체코슬로바키아로 참가        | 체코슬로바키아로 참가        | 체코슬로바키아로 참가        | 체코슬로바키아로 참가        | 체코슬로바키아로 참가        | 체코슬로바키아로 참가        | 체코슬로바키아로 참가        | 체코슬로바키아로 참가        | 체코슬로바키아로 참가        | 체코슬로바키아로 참가                   | 체코슬로바키아로 참가                   | 체코슬로바키아로 참가                   | 체코슬로바키아로 참가                   | 체코슬로바키아로 참가                   | 체코슬로바키아로 참가                   | 체코슬로바키아로 참가                   |
| 1986년 | 체코슬로바키아로 참가        | 체코슬로바키아로 참가        | 체코슬로바키아로 참가        | 체코슬로바키아로 참가        | 체코슬로바키아로 참가        | 체코슬로바키아로 참가        | 체코슬로바키아로 참가        | 체코슬로바키아로 참가        | 체코슬로바키아로 참가        | 체코슬로바키아로 참가                   | 체코슬로바키아로 참가                   | 체코슬로바키아로 참가                   | 체코슬로바키아로 참가                   | 체코슬로바키아로 참가                   | 체코슬로바키아로 참가                   | 체코슬로바키아로 참가                   |
| 1990년 | 체코슬로바키아로 참가        | 체코슬로바키아로 참가        | 체코슬로바키아로 참가        | 체코슬로바키아로 참가        | 체코슬로바키아로 참가        | 체코슬로바키아로 참가        | 체코슬로바키아로 참가        | 체코슬로바키아로 참가        | 체코슬로바키아로 참가        | 체코슬로바키아로 참가                   | 체코슬로바키아로 참가                   | 체코슬로바키아로 참가                   | 체코슬로바키아로 참가                   | 체코슬로바키아로 참가                   | 체코슬로바키아로 참가                   | 체코슬로바키아로 참가                   |
| 1994년 | 체코슬로바키아로 참가        | 체코슬로바키아로 참가        | 체코슬로바키아로 참가        | 체코슬로바키아로 참가        | 체코슬로바키아로 참가        | 체코슬로바키아로 참가        | 체코슬로바키아로 참가        | 체코슬로바키아로 참가        | 체코슬로바키아로 참가        | 체코슬로바키아로 참가                   | 체코슬로바키아로 참가                   | 체코슬로바키아로 참가                   | 체코슬로바키아로 참가                   | 체코슬로바키아로 참가                   | 체코슬로바키아로 참가                   | 체코슬로바키아로 참가                   |
| 1998년 | 예선 탈락                    | 예선 탈락                    | 예선 탈락                    | 예선 탈락                    | 예선 탈락                    | 예선 탈락                    | 예선 탈락                    | 예선 탈락                    | 예선 탈락                    | 10                                      | 5                                       | 1                                       | 4                                       | 16                                      | 6                                       | 16                                      |
| 2002년 | 예선 탈락                    | 예선 탈락                    | 예선 탈락                    | 예선 탈락                    | 예선 탈락                    | 예선 탈락                    | 예선 탈락                    | 예선 탈락                    | 예선 탈락                    | 12                                      | 6                                       | 2                                       | 4                                       | 20                                      | 10                                      | 20                                      |
| 2006년 | 조별리그                     | 20위                         | 3                            | 1                            | 0                            | 2                            | 3                            | 4                            | 3                            | 14                                      | 11                                      | 0                                       | 3                                       | 37                                      | 12                                      | 33                                      |
| 2010년 | 예선 탈락                    | 예선 탈락                    | 예선 탈락                    | 예선 탈락                    | 예선 탈락                    | 예선 탈락                    | 예선 탈락                    | 예선 탈락                    | 예선 탈락                    | 10                                      | 4                                       | 4                                       | 2                                       | 17                                      | 6                                       | 16                                      |
| 2014년 | 예선 탈락                    | 예선 탈락                    | 예선 탈락                    | 예선 탈락                    | 예선 탈락                    | 예선 탈락                    | 예선 탈락                    | 예선 탈락                    | 예선 탈락                    | 10                                      | 4                                       | 3                                       | 3                                       | 13                                      | 9                                       | 15                                      |
| 2018년 | 예선 탈락                    | 예선 탈락                    | 예선 탈락                    | 예선 탈락                    | 예선 탈락                    | 예선 탈락                    | 예선 탈락                    | 예선 탈락                    | 예선 탈락                    | 10                                      | 4                                       | 3                                       | 3                                       | 17                                      | 10                                      | 15                                      |
| 2022년 | 예선 탈락                    | 예선 탈락                    | 예선 탈락                    | 예선 탈락                    | 예선 탈락                    | 예선 탈락                    | 예선 탈락                    | 예선 탈락                    | 예선 탈락                    | 9                                       | 4                                       | 2                                       | 3                                       | 14                                      | 10                                      | 14                                      |
| 합계   | 9회 진출(9/21)               | 준우승(2회)                  | 33                           | 12                           | 5                            | 16                           | 47                           | 49                           | 41                           | 138                                     | 74                                      | 29                                      | 35                                      | 264                                     | 117                                     | 251                                     |
| 순위   | FIFA 월드컵 역대 순위 : 19위 | FIFA 월드컵 역대 순위 : 19위 | FIFA 월드컵 역대 순위 : 19위 | FIFA 월드컵 역대 순위 : 19위 | FIFA 월드컵 역대 순위 : 19위 | FIFA 월드컵 역대 순위 : 19위 | FIFA 월드컵 역대 순위 : 19위 | FIFA 월드컵 역대 순위 : 19위 | FIFA 월드컵 역대 순위 : 19위 | 월드컵 예선 승점 순위 : 15위 (유럽 8위) | 월드컵 예선 승점 순위 : 15위 (유럽 8위) | 월드컵 예선 승점 순위 : 15위 (유럽 8위) | 월드컵 예선 승점 순위 : 15위 (유럽 8위) | 월드컵 예선 승점 순위 : 15위 (유럽 8위) | 월드컵 예선 승점 순위 : 15위 (유럽 8위) | 월드컵 예선 승점 순위 : 15위 (유럽 8위) |

### UEFA 유럽 축구 선수권 대회
| UEFA 유로 대회 본선 | UEFA 유로 대회 본선                   | UEFA 유로 대회 본선                   | UEFA 유로 대회 본선                   | UEFA 유로 대회 본선                   | UEFA 유로 대회 본선                   | UEFA 유로 대회 본선                   | UEFA 유로 대회 본선                   | UEFA 유로 대회 본선                   | UEFA 유로 대회 본선                   | UEFA 유로 대회 예선       | UEFA 유로 대회 예선       | UEFA 유로 대회 예선       | UEFA 유로 대회 예선       | UEFA 유로 대회 예선       | UEFA 유로 대회 예선       | UEFA 유로 대회 예선       |
| 년도                | 결과                                  | 순위                                  | 경기                                  | 승                                    | 무*                                   | 패                                    | 득점                                  | 실점                                  | 승점                                  | 경기                      | 승                        | 무*                       | 패                        | 득점                      | 실점                      | 승점                      |
| ------------------- | ------------------------------------- | ------------------------------------- | ------------------------------------- | ------------------------------------- | ------------------------------------- | ------------------------------------- | ------------------------------------- | ------------------------------------- | ------------------------------------- | ------------------------- | ------------------------- | ------------------------- | ------------------------- | ------------------------- | ------------------------- | ------------------------- |
| 1960년              | 체코슬로바키아로 참가                 | 체코슬로바키아로 참가                 | 체코슬로바키아로 참가                 | 체코슬로바키아로 참가                 | 체코슬로바키아로 참가                 | 체코슬로바키아로 참가                 | 체코슬로바키아로 참가                 | 체코슬로바키아로 참가                 | 체코슬로바키아로 참가                 | 체코슬로바키아로 참가     | 체코슬로바키아로 참가     | 체코슬로바키아로 참가     | 체코슬로바키아로 참가     | 체코슬로바키아로 참가     | 체코슬로바키아로 참가     | 체코슬로바키아로 참가     |
| 1964년              | 체코슬로바키아로 참가                 | 체코슬로바키아로 참가                 | 체코슬로바키아로 참가                 | 체코슬로바키아로 참가                 | 체코슬로바키아로 참가                 | 체코슬로바키아로 참가                 | 체코슬로바키아로 참가                 | 체코슬로바키아로 참가                 | 체코슬로바키아로 참가                 | 체코슬로바키아로 참가     | 체코슬로바키아로 참가     | 체코슬로바키아로 참가     | 체코슬로바키아로 참가     | 체코슬로바키아로 참가     | 체코슬로바키아로 참가     | 체코슬로바키아로 참가     |
| 1968년              | 체코슬로바키아로 참가                 | 체코슬로바키아로 참가                 | 체코슬로바키아로 참가                 | 체코슬로바키아로 참가                 | 체코슬로바키아로 참가                 | 체코슬로바키아로 참가                 | 체코슬로바키아로 참가                 | 체코슬로바키아로 참가                 | 체코슬로바키아로 참가                 | 체코슬로바키아로 참가     | 체코슬로바키아로 참가     | 체코슬로바키아로 참가     | 체코슬로바키아로 참가     | 체코슬로바키아로 참가     | 체코슬로바키아로 참가     | 체코슬로바키아로 참가     |
| 1972년              | 체코슬로바키아로 참가                 | 체코슬로바키아로 참가                 | 체코슬로바키아로 참가                 | 체코슬로바키아로 참가                 | 체코슬로바키아로 참가                 | 체코슬로바키아로 참가                 | 체코슬로바키아로 참가                 | 체코슬로바키아로 참가                 | 체코슬로바키아로 참가                 | 체코슬로바키아로 참가     | 체코슬로바키아로 참가     | 체코슬로바키아로 참가     | 체코슬로바키아로 참가     | 체코슬로바키아로 참가     | 체코슬로바키아로 참가     | 체코슬로바키아로 참가     |
| 1976년              | 체코슬로바키아로 참가                 | 체코슬로바키아로 참가                 | 체코슬로바키아로 참가                 | 체코슬로바키아로 참가                 | 체코슬로바키아로 참가                 | 체코슬로바키아로 참가                 | 체코슬로바키아로 참가                 | 체코슬로바키아로 참가                 | 체코슬로바키아로 참가                 | 체코슬로바키아로 참가     | 체코슬로바키아로 참가     | 체코슬로바키아로 참가     | 체코슬로바키아로 참가     | 체코슬로바키아로 참가     | 체코슬로바키아로 참가     | 체코슬로바키아로 참가     |
| 1980년              | 체코슬로바키아로 참가                 | 체코슬로바키아로 참가                 | 체코슬로바키아로 참가                 | 체코슬로바키아로 참가                 | 체코슬로바키아로 참가                 | 체코슬로바키아로 참가                 | 체코슬로바키아로 참가                 | 체코슬로바키아로 참가                 | 체코슬로바키아로 참가                 | 체코슬로바키아로 참가     | 체코슬로바키아로 참가     | 체코슬로바키아로 참가     | 체코슬로바키아로 참가     | 체코슬로바키아로 참가     | 체코슬로바키아로 참가     | 체코슬로바키아로 참가     |
| 1984년              | 체코슬로바키아로 참가                 | 체코슬로바키아로 참가                 | 체코슬로바키아로 참가                 | 체코슬로바키아로 참가                 | 체코슬로바키아로 참가                 | 체코슬로바키아로 참가                 | 체코슬로바키아로 참가                 | 체코슬로바키아로 참가                 | 체코슬로바키아로 참가                 | 체코슬로바키아로 참가     | 체코슬로바키아로 참가     | 체코슬로바키아로 참가     | 체코슬로바키아로 참가     | 체코슬로바키아로 참가     | 체코슬로바키아로 참가     | 체코슬로바키아로 참가     |
| 1988년              | 체코슬로바키아로 참가                 | 체코슬로바키아로 참가                 | 체코슬로바키아로 참가                 | 체코슬로바키아로 참가                 | 체코슬로바키아로 참가                 | 체코슬로바키아로 참가                 | 체코슬로바키아로 참가                 | 체코슬로바키아로 참가                 | 체코슬로바키아로 참가                 | 체코슬로바키아로 참가     | 체코슬로바키아로 참가     | 체코슬로바키아로 참가     | 체코슬로바키아로 참가     | 체코슬로바키아로 참가     | 체코슬로바키아로 참가     | 체코슬로바키아로 참가     |
| 1992년              | 체코슬로바키아로 참가                 | 체코슬로바키아로 참가                 | 체코슬로바키아로 참가                 | 체코슬로바키아로 참가                 | 체코슬로바키아로 참가                 | 체코슬로바키아로 참가                 | 체코슬로바키아로 참가                 | 체코슬로바키아로 참가                 | 체코슬로바키아로 참가                 | 체코슬로바키아로 참가     | 체코슬로바키아로 참가     | 체코슬로바키아로 참가     | 체코슬로바키아로 참가     | 체코슬로바키아로 참가     | 체코슬로바키아로 참가     | 체코슬로바키아로 참가     |
| 1996년              | 준우승                                | 2위                                   | 6                                     | 2                                     | 2                                     | 2                                     | 7                                     | 8                                     | 8                                     | 10                        | 6                         | 3                         | 1                         | 21                        | 6                         | 21                        |
| 2000년              | 조별리그                              | 10위                                  | 3                                     | 1                                     | 0                                     | 2                                     | 3                                     | 3                                     | 3                                     | 10                        | 10                        | 0                         | 0                         | 26                        | 5                         | 30                        |
| 2004년              | 4강                                   | 3위                                   | 5                                     | 4                                     | 0                                     | 1                                     | 10                                    | 5                                     | 12                                    | 8                         | 7                         | 1                         | 0                         | 23                        | 5                         | 22                        |
| 2008년              | 조별리그                              | 10위                                  | 3                                     | 1                                     | 0                                     | 2                                     | 4                                     | 6                                     | 3                                     | 12                        | 9                         | 2                         | 1                         | 27                        | 5                         | 29                        |
| 2012년              | 8강                                   | 6위                                   | 4                                     | 2                                     | 0                                     | 2                                     | 4                                     | 6                                     | 6                                     | 10                        | 6                         | 1                         | 3                         | 15                        | 8                         | 19                        |
| 2016년              | 조별리그                              | 21위                                  | 3                                     | 0                                     | 1                                     | 2                                     | 2                                     | 5                                     | 1                                     | 10                        | 7                         | 1                         | 2                         | 19                        | 14                        | 22                        |
| 2020년              | 8강                                   | 6위                                   | 5                                     | 2                                     | 1                                     | 2                                     | 6                                     | 4                                     | 7                                     | 8                         | 5                         | 0                         | 3                         | 13                        | 11                        | 15                        |
| 2024년              | 조별리그                              | 21위                                  | 3                                     | 0                                     | 1                                     | 2                                     | 3                                     | 5                                     | 1                                     | 8                         | 4                         | 3                         | 1                         | 12                        | 6                         | 15                        |
| 합계                | 11회 진출(11/17)                      | 우승(1회)                             | 40                                    | 15                                    | 8                                     | 17                                    | 51                                    | 52                                    | 53                                    | 132                       | 85                        | 24                        | 23                        | 263                       | 108                       | 279                       |
| 순위                | UEFA 유럽 축구 선수권 대회 순위 : 8위 | UEFA 유럽 축구 선수권 대회 순위 : 8위 | UEFA 유럽 축구 선수권 대회 순위 : 8위 | UEFA 유럽 축구 선수권 대회 순위 : 8위 | UEFA 유럽 축구 선수권 대회 순위 : 8위 | UEFA 유럽 축구 선수권 대회 순위 : 8위 | UEFA 유럽 축구 선수권 대회 순위 : 8위 | UEFA 유럽 축구 선수권 대회 순위 : 8위 | UEFA 유럽 축구 선수권 대회 순위 : 8위 | 유로 예선 승점 순위 : 2위 | 유로 예선 승점 순위 : 2위 | 유로 예선 승점 순위 : 2위 | 유로 예선 승점 순위 : 2위 | 유로 예선 승점 순위 : 2위 | 유로 예선 승점 순위 : 2위 | 유로 예선 승점 순위 : 2위 |

### FIFA 컨페더레이션스컵
| FIFA 컨페더레이션스컵 기록 | FIFA 컨페더레이션스컵 기록            | FIFA 컨페더레이션스컵 기록            | FIFA 컨페더레이션스컵 기록            | FIFA 컨페더레이션스컵 기록            | FIFA 컨페더레이션스컵 기록            | FIFA 컨페더레이션스컵 기록            | FIFA 컨페더레이션스컵 기록            | FIFA 컨페더레이션스컵 기록            | FIFA 컨페더레이션스컵 기록            |
| 년도                       | 결과                                  | 순위                                  | 경기                                  | 승                                    | 무*                                   | 패                                    | 득점                                  | 실점                                  | 승점                                  |
| -------------------------- | ------------------------------------- | ------------------------------------- | ------------------------------------- | ------------------------------------- | ------------------------------------- | ------------------------------------- | ------------------------------------- | ------------------------------------- | ------------------------------------- |
| 1992년                     | 불참                                  | 불참                                  | 불참                                  | 불참                                  | 불참                                  | 불참                                  | 불참                                  | 불참                                  | 불참                                  |
| 1995년                     | 불참                                  | 불참                                  | 불참                                  | 불참                                  | 불참                                  | 불참                                  | 불참                                  | 불참                                  | 불참                                  |
| 1997년                     | 4강                                   | 3위                                   | 5                                     | 2                                     | 1                                     | 2                                     | 10                                    | 7                                     | 7                                     |
| 1999년                     | 진출 실패                             | 진출 실패                             | 진출 실패                             | 진출 실패                             | 진출 실패                             | 진출 실패                             | 진출 실패                             | 진출 실패                             | 진출 실패                             |
| 2001년                     | 진출 실패                             | 진출 실패                             | 진출 실패                             | 진출 실패                             | 진출 실패                             | 진출 실패                             | 진출 실패                             | 진출 실패                             | 진출 실패                             |
| 2003년                     | 진출 실패                             | 진출 실패                             | 진출 실패                             | 진출 실패                             | 진출 실패                             | 진출 실패                             | 진출 실패                             | 진출 실패                             | 진출 실패                             |
| 2005년                     | 진출 실패                             | 진출 실패                             | 진출 실패                             | 진출 실패                             | 진출 실패                             | 진출 실패                             | 진출 실패                             | 진출 실패                             | 진출 실패                             |
| 2009년                     | 진출 실패                             | 진출 실패                             | 진출 실패                             | 진출 실패                             | 진출 실패                             | 진출 실패                             | 진출 실패                             | 진출 실패                             | 진출 실패                             |
| 2013년                     | 진출 실패                             | 진출 실패                             | 진출 실패                             | 진출 실패                             | 진출 실패                             | 진출 실패                             | 진출 실패                             | 진출 실패                             | 진출 실패                             |
| 2017년                     | 진출 실패                             | 진출 실패                             | 진출 실패                             | 진출 실패                             | 진출 실패                             | 진출 실패                             | 진출 실패                             | 진출 실패                             | 진출 실패                             |
| 합계                       | 1회 진출(1/10)                        | 4강(3위 1회)                          | 5                                     | 2                                     | 1                                     | 2                                     | 10                                    | 7                                     | 7                                     |
| 순위                       | FIFA 컨페더레이션스컵 역대 순위: 17위 | FIFA 컨페더레이션스컵 역대 순위: 17위 | FIFA 컨페더레이션스컵 역대 순위: 17위 | FIFA 컨페더레이션스컵 역대 순위: 17위 | FIFA 컨페더레이션스컵 역대 순위: 17위 | FIFA 컨페더레이션스컵 역대 순위: 17위 | FIFA 컨페더레이션스컵 역대 순위: 17위 | FIFA 컨페더레이션스컵 역대 순위: 17위 | FIFA 컨페더레이션스컵 역대 순위: 17위 |

### 하계 올림픽
| 올림픽 축구 기록 | 올림픽 축구 기록      | 올림픽 축구 기록      | 올림픽 축구 기록      | 올림픽 축구 기록      | 올림픽 축구 기록      | 올림픽 축구 기록      | 올림픽 축구 기록      | 올림픽 축구 기록      | 올림픽 축구 기록      |
| 년도             | 결과                  | 순위                  | 경기                  | 승                    | 무*                   | 패                    | 득점                  | 실점                  | 승점                  |
| ---------------- | --------------------- | --------------------- | --------------------- | --------------------- | --------------------- | --------------------- | --------------------- | --------------------- | --------------------- |
| 1920년           | 체코슬로바키아로 참가 | 체코슬로바키아로 참가 | 체코슬로바키아로 참가 | 체코슬로바키아로 참가 | 체코슬로바키아로 참가 | 체코슬로바키아로 참가 | 체코슬로바키아로 참가 | 체코슬로바키아로 참가 | 체코슬로바키아로 참가 |
| 1924년           | 체코슬로바키아로 참가 | 체코슬로바키아로 참가 | 체코슬로바키아로 참가 | 체코슬로바키아로 참가 | 체코슬로바키아로 참가 | 체코슬로바키아로 참가 | 체코슬로바키아로 참가 | 체코슬로바키아로 참가 | 체코슬로바키아로 참가 |
| 1928년           | 체코슬로바키아로 참가 | 체코슬로바키아로 참가 | 체코슬로바키아로 참가 | 체코슬로바키아로 참가 | 체코슬로바키아로 참가 | 체코슬로바키아로 참가 | 체코슬로바키아로 참가 | 체코슬로바키아로 참가 | 체코슬로바키아로 참가 |
| 1936년           | 체코슬로바키아로 참가 | 체코슬로바키아로 참가 | 체코슬로바키아로 참가 | 체코슬로바키아로 참가 | 체코슬로바키아로 참가 | 체코슬로바키아로 참가 | 체코슬로바키아로 참가 | 체코슬로바키아로 참가 | 체코슬로바키아로 참가 |
| 1948년           | 체코슬로바키아로 참가 | 체코슬로바키아로 참가 | 체코슬로바키아로 참가 | 체코슬로바키아로 참가 | 체코슬로바키아로 참가 | 체코슬로바키아로 참가 | 체코슬로바키아로 참가 | 체코슬로바키아로 참가 | 체코슬로바키아로 참가 |
| 1952년           | 체코슬로바키아로 참가 | 체코슬로바키아로 참가 | 체코슬로바키아로 참가 | 체코슬로바키아로 참가 | 체코슬로바키아로 참가 | 체코슬로바키아로 참가 | 체코슬로바키아로 참가 | 체코슬로바키아로 참가 | 체코슬로바키아로 참가 |
| 1956년           | 체코슬로바키아로 참가 | 체코슬로바키아로 참가 | 체코슬로바키아로 참가 | 체코슬로바키아로 참가 | 체코슬로바키아로 참가 | 체코슬로바키아로 참가 | 체코슬로바키아로 참가 | 체코슬로바키아로 참가 | 체코슬로바키아로 참가 |
| 1960년           | 체코슬로바키아로 참가 | 체코슬로바키아로 참가 | 체코슬로바키아로 참가 | 체코슬로바키아로 참가 | 체코슬로바키아로 참가 | 체코슬로바키아로 참가 | 체코슬로바키아로 참가 | 체코슬로바키아로 참가 | 체코슬로바키아로 참가 |
| 1964년           | 체코슬로바키아로 참가 | 체코슬로바키아로 참가 | 체코슬로바키아로 참가 | 체코슬로바키아로 참가 | 체코슬로바키아로 참가 | 체코슬로바키아로 참가 | 체코슬로바키아로 참가 | 체코슬로바키아로 참가 | 체코슬로바키아로 참가 |
| 1968년           | 체코슬로바키아로 참가 | 체코슬로바키아로 참가 | 체코슬로바키아로 참가 | 체코슬로바키아로 참가 | 체코슬로바키아로 참가 | 체코슬로바키아로 참가 | 체코슬로바키아로 참가 | 체코슬로바키아로 참가 | 체코슬로바키아로 참가 |
| 1972년           | 체코슬로바키아로 참가 | 체코슬로바키아로 참가 | 체코슬로바키아로 참가 | 체코슬로바키아로 참가 | 체코슬로바키아로 참가 | 체코슬로바키아로 참가 | 체코슬로바키아로 참가 | 체코슬로바키아로 참가 | 체코슬로바키아로 참가 |
| 1976년           | 체코슬로바키아로 참가 | 체코슬로바키아로 참가 | 체코슬로바키아로 참가 | 체코슬로바키아로 참가 | 체코슬로바키아로 참가 | 체코슬로바키아로 참가 | 체코슬로바키아로 참가 | 체코슬로바키아로 참가 | 체코슬로바키아로 참가 |
| 1980년           | 체코슬로바키아로 참가 | 체코슬로바키아로 참가 | 체코슬로바키아로 참가 | 체코슬로바키아로 참가 | 체코슬로바키아로 참가 | 체코슬로바키아로 참가 | 체코슬로바키아로 참가 | 체코슬로바키아로 참가 | 체코슬로바키아로 참가 |
| 1984년           | 체코슬로바키아로 참가 | 체코슬로바키아로 참가 | 체코슬로바키아로 참가 | 체코슬로바키아로 참가 | 체코슬로바키아로 참가 | 체코슬로바키아로 참가 | 체코슬로바키아로 참가 | 체코슬로바키아로 참가 | 체코슬로바키아로 참가 |
| 1988년           | 체코슬로바키아로 참가 | 체코슬로바키아로 참가 | 체코슬로바키아로 참가 | 체코슬로바키아로 참가 | 체코슬로바키아로 참가 | 체코슬로바키아로 참가 | 체코슬로바키아로 참가 | 체코슬로바키아로 참가 | 체코슬로바키아로 참가 |
| 1992년           | 체코슬로바키아로 참가 | 체코슬로바키아로 참가 | 체코슬로바키아로 참가 | 체코슬로바키아로 참가 | 체코슬로바키아로 참가 | 체코슬로바키아로 참가 | 체코슬로바키아로 참가 | 체코슬로바키아로 참가 | 체코슬로바키아로 참가 |
| 1996년           | 진출 실패             | 진출 실패             | 진출 실패             | 진출 실패             | 진출 실패             | 진출 실패             | 진출 실패             | 진출 실패             | 진출 실패             |
| 2000년           | 조별리그              | 14위                  | 3                     | 0                     | 2                     | 1                     | 5                     | 6                     | 2                     |
| 2004년           | 진출 실패             | 진출 실패             | 진출 실패             | 진출 실패             | 진출 실패             | 진출 실패             | 진출 실패             | 진출 실패             | 진출 실패             |
| 2008년           | 진출 실패             | 진출 실패             | 진출 실패             | 진출 실패             | 진출 실패             | 진출 실패             | 진출 실패             | 진출 실패             | 진출 실패             |
| 2012년           | 진출 실패             | 진출 실패             | 진출 실패             | 진출 실패             | 진출 실패             | 진출 실패             | 진출 실패             | 진출 실패             | 진출 실패             |
| 2016년           | 진출 실패             | 진출 실패             | 진출 실패             | 진출 실패             | 진출 실패             | 진출 실패             | 진출 실패             | 진출 실패             | 진출 실패             |
| 합계             | 6회 진출(6/22)        | 금메달(1회)           | 25                    | 14                    | 6                     | 5                     | 65                    | 22                    | 48                    |

## 현재 선수 명단
다음은 UEFA 유로 2020을 위해 선발된 26명의 최종 스쿼드이다.
출장 수와 골 수는 2021년 6월 4일  이탈리아전 이후 기록이다.
| 번호 | 위치 | 선수                     | 생년월일 (나이)       | 출전 | 득점 | 소속                |
| ---- | ---- | ------------------------ | --------------------- | ---- | ---- | ------------------- |
| 1    | GK   | 토마시 바츨리크          | 1989년 3월 29일(36세) | 36   | 0    | 세비야              |
| 16   | GK   | 알레시 만두스            | 1992년 4월 21일(33세) | 1    | 0    | 시그마 올로모우츠   |
| 23   | GK   | 이르지 파블렌카          | 1992년 4월 14일(33세) | 14   | 0    | 베르더 브레멘       |
|      |      |                          |                       |      |      |                     |
| 2    | DF   | 파벨 카데르자베크        | 1992년 4월 25일(33세) | 47   | 3    | 1899 호펜하임       |
| 3    | DF   | 온드르제이 첼루스트카    | 1989년 6월 18일(36세) | 25   | 2    | 스파르타 프라하     |
| 4    | DF   | 야쿱 브라베츠            | 1992년 8월 6일(33세)  | 21   | 1    | 빅토리아 플젠       |
| 5    | DF   | 블라디미르 쿠팔          | 1992년 8월 22일(32세) | 15   | 1    | 웨스트햄 유나이티드 |
| 6    | DF   | 토마시 칼라스            | 1993년 5월 15일(32세) | 22   | 2    | 브리스틀 시티       |
| 17   | DF   | 다비트 지마              | 2000년 11월 8일(24세) | 2    | 0    | 슬라비아 프라하     |
| 18   | DF   | 얀 보르질                | 1991년 1월 11일(34세) | 22   | 0    | 슬라비아 프라하     |
| 22   | DF   | 알레시 마테유            | 1996년 6월 3일(29세)  | 4    | 0    | 브레시아            |
|      |      |                          |                       |      |      |                     |
| 7    | MF   | 안토닌 바라크            | 1994년 12월 3일(30세) | 19   | 6    | 엘라스 베로나       |
| 8    | MF   | 블라디미르 다리다 (주장) | 1990년 8월 8일(35세)  | 71   | 8    | 헤르타 BSC          |
| 9    | MF   | 토마시 홀레시            | 1993년 3월 31일(32세) | 7    | 1    | 슬라비아 프라하     |
| 12   | MF   | 루카시 마소푸스트        | 1993년 2월 12일(32세) | 21   | 1    | 슬라비아 프라하     |
| 13   | MF   | 페트르 셰브치크          | 1994년 5월 4일(31세)  | 7    | 0    | 슬라비아 프라하     |
| 14   | MF   | 야쿱 얀크토              | 1996년 1월 19일(29세) | 34   | 4    | 삼프도리아          |
| 15   | MF   | 토마시 소우체크          | 1995년 2월 27일(30세) | 34   | 7    | 웨스트햄 유나이티드 |
| 21   | MF   | 알렉스 크랄              | 1998년 5월 19일(27세) | 17   | 2    | 스파르타크 모스크바 |
| 25   | MF   | 야쿱 페셰크              | 1993년 6월 24일(32세) | 1    | 1    | 슬로반 리베레츠     |
| 26   | MF   | 미할 사딜레크            | 1999년 5월 31일(26세) | 1    | 0    | 슬로반 리베레츠     |
|      |      |                          |                       |      |      |                     |
| 10   | FW   | 파트리크 쉬크            | 1996년 1월 24일(29세) | 25   | 10   | 바이어 레버쿠젠     |
| 11   | FW   | 미하엘 크르멘치크        | 1993년 3월 15일(32세) | 29   | 9    | PAOK                |
| 19   | FW   | 아담 흘로제크            | 2002년 7월 25일(23세) | 2    | 0    | 스파르타 프라하     |
| 20   | FW   | 마테이 비드라            | 1992년 5월 1일(33세)  | 36   | 6    | 번리                |
| 24   | FW   | 토마시 페카르트          | 1989년 5월 26일(36세) | 21   | 2    | 레기아 바르샤바     |

출처:

## 최근 대표팀 경기 결과와 일정

### 2022년
| UEFA 네이션스리그 2022년 9월 24일 | 체코 | 0 - 4 | 포르투갈                                    | 체코, 프라하                                                    |  |  |
| 20:45 UTC+2                       |      |       | 달로 33′, 52′ · 페르난드스 45+2′ · 조타 82′ | 경기장: 시노보 스타디움 관중 수: 19,322 심판: 스르잔 요바노비치 |  |  |
|                                   |      |       |                                             |                                                                 |  |  |

| UEFA 네이션스리그 2022년 9월 27일 | 스위스                    | 2 - 1 | 체코     | 스위스, 장크트갈렌                                     |  |  |
| 20:45 UTC+2                       | 프로일러 29′ · 엠볼로 30′ |       | 시크 45′ | 경기장: 키분파르크 관중 수: 13,353 심판: 이르판 펠리토 |  |  |
|                                   |                           |       |          |                                                        |  |  |

| 친선 경기 2022년 11월 16일 | 체코                                             | 5 - 0 | 페로 제도 | 체코, 올로모우츠                                            |  |  |
| 18:00 UTC+2                | 치틸 13′, 19′, 23′ · 체르니 42′ · 스트로나티 76′ |       |           | 경기장: 안드루프 스타디온 관중 수: 10,762 심판: 마르틴 도할 |  |  |
|                            |                                                  |       |           |                                                             |  |  |

| 친선 경기 2022년 11월 19일 | 튀르키예                  | 2 - 1 | 체코       | 튀르키예, 가지안테프                        |  |  |
| 20:00 UTC+3                | 위날 31′ · 찰하노을루 70′ |       | 체르니 56′ | 경기장: 가지안테프 스타디움 심판: 윌리 콜럼 |  |  |
|                            |                           |       |            |                                             |  |  |

### 2023년
| UEFA 유로 2024 예선 E조 2023년 3월 24일 | 체코                                   | 3 - 1 | 폴란드          | 체코, 프라하                                                              |  |  |
| 20:45 UTC+2                             | 크레이치 1′ · 치반차라 3′ · 쿠흐타 64′ |       | D. 시만스키 87′ | 경기장: 포르투나 아레나 관중 수: 19,045 심판: 아나스타시오스 시디로풀로스 |  |  |
|                                         |                                        |       |                 |                                                                           |  |  |

| UEFA 유로 2024 예선 E조 2023년 3월 27일 | 몰도바 | 0 - 0 | 체코 | 몰도바, 키시너우                                             |  |  |
| 21:45 UTC+3                             |        |       |      | 경기장: 스타디오눌 짐브루 관중 수: 5,120 심판: 다니엘 슐라거 |  |  |
|                                         |        |       |      |                                                              |  |  |

| UEFA 유로 2024 예선 E조 2023년 6월 17일 | 페로 제도 | 0 - 3 | 체코                           | 페로 제도, 토르스하운                                         |  |  |
| 19:45 UTC+1                             |           |       | 크레이치 15′ · 체르니 44′, 75′ | 경기장: 토르스뵐루르 관중 수: 2,232 심판: 아르다 카르데슐레르 |  |  |
|                                         |           |       |                                |                                                               |  |  |

| 친선 경기 2023년 6월 20일 | 몬테네그로 | 1 - 4 | 체코                                                     | 몬테네그로, 포드고리차                                |  |  |
| 20:45 UTC+2               | 카마이 66′ |       | 치틸 28′ · M. 사딜레크 57′ · 프로보드 75′ · 흘로제크 85′ | 경기장: 스타디온 포드 고리촘 심판: 매슈 데 가브리엘레 |  |  |
|                           |            |       |                                                          |                                                       |  |  |

| UEFA 유로 2024 예선 E조 2023년 9월 7일 | 체코 | v | 알바니아 | 체코, 프라하            |  |  |
| 20:45 UTC+2                            |      |   |          | 경기장: 포르투나 아레나 |  |  |
|                                        |      |   |          |                         |  |  |

| 친선 경기 2023년 9월 10일 | 헝가리 | v | 체코 | 헝가리, 부다페스트      |  |  |
| 18:00 UTC+2               |        |   |      | 경기장: 푸슈카시 아레나 |  |  |
|                           |        |   |      |                         |  |  |

| UEFA 유로 2024 예선 E조 2023년 10월 12일 | 알바니아 | v | 체코 | 알바니아, 티라나        |  |  |
| 20:45 UTC+2                              |          |   |      | 경기장: 아레나 콤버타레 |  |  |
|                                          |          |   |      |                         |  |  |

| UEFA 유로 2024 예선 E조 2023년 10월 15일 | 체코 | v | 페로 제도 | 체코, 플젠          |  |  |
| 18:00 UTC+2                              |      |   |           | 경기장: 두산 아레나 |  |  |
|                                          |      |   |           |                     |  |  |

| UEFA 유로 2024 예선 E조 2023년 11월 17일 | 폴란드 | v | 체코 | 폴란드 |  |  |
| 20:45 UTC+2                              |        |   |      |        |  |  |
|                                          |        |   |      |        |  |  |

| UEFA 유로 2024 예선 E조 2023년 11월 20일 | 체코 | v | 몰도바 | 체코, 올로모우츠          |  |  |
| 20:45 UTC+2                              |      |   |        | 경기장: 안드루프 스타디온 |  |  |
|                                          |      |   |        |                           |  |  |

## 유명 선수
- 미로슬라프 카들레츠 (1987-1997)
- 토마시 스쿠라비 (1989-1994)
- 파벨 쿠카 (1990-2001)
- 파트리크 베르게르 (1994-2001)
- 파벨 네드베트 (1994-2006)
- 카렐 포보르스키 (1994-2006)
- 파벨 스르니체크 (1994-2001)
- 블라디미르 슈미체르 (1994-2005)
- 얀 콜레르 (1999-2009)
- 마레크 얀쿨로프스키 (2000-2009)
- 토마시 로시츠키 (2000-2016)
- 밀란 바로시 (2001-2012)
- 페트르 체흐 (2002-2016)
- 야로슬라프 플라실 (2004-2016)

## 역대 감독
| 감독            | 임기        |
| --------------- | ----------- |
| 요제프 호바네츠 | 1998 ~ 2001 |
| 이반 하셰크     | 2009        |
| 미할 빌레크     | 2009 ~ 2013 |
| 파벨 브르바     | 2014 ~ 2016 |
| 이반 하셰크     | 2024 ~      |